# Phase6
phase6 ist ein digitaler Vokabeltrainer, der auf dem System der Lernkartei basiert. Der Benutzer kann eigene Lerninhalte erstellen oder aus ca. 800 Lerninhalten wählen, die in Kooperation mit Bildungs- und Schulbuchverlagen entstehen. phase6 funktioniert browserbasiert in der Web-App und in der Mobile-App für Android und Apple iOS.

## Lernkonzept
Das Lernkonzept von phase6 und die phase6-Systematik basieren auf der 5-Fächer-Lernbox oder Lernkartei. Die zu erlernenden Vokabeln stehen in Frage-Antwort-Paaren auf Vorder- und Rückseiten von virtuellen Karteikarten. Neue Vokabeln werden zunächst aktiviert, anschließend befinden sich diese in der ersten Phase und werden zur Abfrage vorgelegt. Bei richtiger Beantwortung gelangen die Karten in die nächsthöhere Phase, bis sie zu einem späteren Zeitpunkt wieder fällig werden. Bei falscher Beantwortung wird die korrekte Antwort angezeigt und die Karte um eine Phase zurückversetzt. So wird sichergestellt, dass schwierige Vokabeln öfter abgefragt werden als leichte.
In den kleineren Phasen sind die Pausen bis zur nächsten Abfrage kürzer, in den höheren Phasen länger. Die Wiederholung in exponentiell größer werdenden Zeitabständen ist ein wichtiges Element dieser Lernmethode. Nach der sechsten Wiederholung soll sich die Vokabel im Langzeitgedächtnis befinden und wird nicht mehr abgefragt. Davon abgeleitet ist auch der Name phase6.
phase6 ermöglicht auch eine individuelle Anpassung der Phasen (Anzahl und Dauer). Zudem kann der Benutzer über die Funktion „Für einen Test üben“ die Systematik temporär außer Kraft setzen, so dass gezielt bestimmte Vokabeln unabhängig von ihren Fälligkeiten geübt werden können.

## Produkte
phase6 PREMIUM und phase6 BASIC
Der Funktionsumfang von phase6 variiert, je nachdem, ob phase6 BASIC oder die monatlich zu bezahlende Version phase6 PREMIUM genutzt wird. Zum Lernen werden eigene oder erworbene Lerninhalte benötigt. Der Benutzer kann browserbasiert mit der Web-App lernen oder mit der Mobile-App für iOS und Android. Eine phase6 PREMIUM-Lizenz ermöglicht die Nutzung von vielen Funktionen, die beim phase6 BASIC nicht aktiviert sind. phase6 PREMIUM ermöglicht beispielsweise eine Synchronisation der Daten zwischen der Web-App und Mobile-App sowie die Einsicht in Reports, die z. B. den Lernfortschritt anzeigen. Über die Familienfunktionen können diese Reports auch von den Eltern eingesehen werden.
Durch die Änderung der Produktpalette (Einstellung der Variante phase6 Desktop) ist die Offline-Nutzung abgeschafft worden. Damit ist es nun nicht mehr möglich, ohne eine hinreichend schnelle Internetverbindung die gekauften Inhalte abzurufen und zu nutzen.
Lerninhalte
phase6 bietet Lerninhalte zu ca. 800 Schulbüchern und Lehrwerken von deutschen Schulbuchverlagen wie Cornelsen, Ernst Klett Verlag, C. C. Buchner, Oldenbourg, Diesterweg, Vandenhoeck & Ruprecht, Schöningh, Lateinbuchverlag Lappersdorf und anderen Bildungsverlagen wie Hueber, Langenscheidt oder PONS. Die Lerninhalte enthalten die Vokabeln der jeweiligen Lehrwerke und sind den einzelnen Lektionen entsprechend geordnet. Es lassen sich einzelne Lektionen oder auch ausgewählte Vokabeln für die Abfrage aktivieren. Die Verlags-Lerninhalte sind vielfach muttersprachlich vertont, durch Bilder visualisiert und durch Beispielsätze kontextualisiert.

## Kritik
phase6 wurde vom Familienmagazin Eltern family mit der GIGA-Maus 2014 als bestes Lernprogramm für Fremdsprachen für Kinder ab 10 Jahren ausgezeichnet. Am 25. Juni 2015 erhielt das Unternehmen für die Web-App mit phase6 PREMIUM das Comenius-EduMedia Siegel in der Kategorie Mutter- und fremdsprachliche Bildung.
Die Seite steht auch unter Kritik, da sie als reiner Vokabeltrainer unter anderem sprachliche Grammatik vernachlässigt.
Auf der phase6 Website und der App, waren unter anderem Werbetracker von Google, Facebook und Microsoft eingebettet. Der Cookiebanner benutzte besonders hartnäckige Dark Patterns. Nach Kontaktaufnahme durch den SWR  im Dezember 2020 wurden die meisten Tracker entfernt.